# Indravati-Nationalpark
Der Indravati-Nationalpark (Hindi इंद्रावती राष्ट्रीय उद्यान IAST Iṃdrāvatī rāṣṭrīya udyāna) ist ein Nationalpark im indischen Bundesstaat Chhattisgarh. Er liegt 168 Kilometer westlich von Jagdalpur am Fluss Indravati im Distrikt Dantewara und hat eine Fläche von 1.258,37 km². Die Höhen in der hügeligen Region variieren zwischen 177 und 599 m über dem Meeresspiegel. Er beherbergt ein reichhaltiges Wildtierleben, darunter Tiger, Leoparden, Hirsche, Antilopen und eine der beiden letzten Populationen des Wilden Wasserbüffels in Zentral-Indien.
Bereits 1975 wurde in der Region mit einer Fläche von 2.799,08 km² ein Naturschutzgebiet gegründet. 1981 wurde aus einem Teil dieses Gebietes der Indravati-Nationalpark. Der Name leitet sich vom Fluss Indravati ab, der die Nordgrenze des Parks bildet.

## Flora und Fauna
Der Park ist seit 1983 ein Teil des Artenschutzprogramms für Tiger. Darüber hinaus beherbergt er eine der letzten Populationen des Wilden Wasserbüffels. Andere Großtiere im Park sind Indischer Leopard, Lippenbär, Asiatischer Wildhund, Streifenhyäne, Gaur, Nilgauantilope, Hirschziegenantilope, Vierhornantilope, Axis- und Sambarhirsch, Indischer Muntjak, Fleckenkantschil, Wildschwein sowie Hulmans und Rhesusaffen. Daneben kommen hier verschiedene Reptilien, wie Krokodile, Pythons, Kobras sowie zahlreiche Vogelarten vor. Die Flora wird vornehmlich von Urwald (Salbaum, Bambus, Teakbaum) und von Grasland dominiert.